# Goeldia luteipes
Goeldia luteipes är en spindelart som först beskrevs av Eugen von Keyserling 1891.  Goeldia luteipes ingår i släktet Goeldia och familjen stenspindlar. Inga underarter finns listade i Catalogue of Life.